# Kreisamt Freiberg
Das Kreisamt Freiberg war eine im Erzgebirgischen Kreis gelegene territoriale Verwaltungseinheit des Kurfürstentums Sachsen.
Bis zum Ende der sächsischen Ämterverfassung im Jahr 1856 bildete es den räumlichen Bezugspunkt für die Einforderung landesherrlicher Abgaben und Frondienste, für Polizei, Rechtsprechung und Heeresfolge.

## Geographische Ausdehnung
Das Gebiet des Kreisamts Freiberg liegt zwischen mittlerem und östlichem Erzgebirge und dessen Vorland. Durch das Amtsgebiet führen unter anderem die Alte Dresden-Chemnitz-Zwickau-Hofer Poststraße und die Alte Freiberg-Teplitzer Poststraße als wichtige Verkehrsachsen.

## Geschichte
Die Region um Freiberg lag bis zur Mitte des 12. Jahrhunderts in einem Urwald, der sich über den Erzgebirgskamm bis nach Nordböhmen erstreckte. Zwischen 1156 und 1162 wurde unter Markgraf Otto dem Reichen mit der Rodung des Waldes begonnen und es wurden Waldhufendörfer angelegt. Als um 1168/70 reiche silberhaltige Bleierze entdeckt wurden, entstand innerhalb weniger Jahre Freiberg. Diese Bergstadt entwickelte sich im Laufe der Herausbildung der mittelalterlichen Ämterverfassung in der Markgrafschaft Meißen zum Verwaltungsmittelpunkt des Kreisamtes Freiberg. 1221 ist erstmals ein Vogt des Markgrafen von Meißen in Freiberg nachweisbar.
Im 15. Jahrhundert hatte Freiberg zwar wegen der Abwanderung von Kapital seine führende wirtschaftliche Stellung innerhalb Sachsens an Leipzig verloren, es konnte jedoch seine Stellung als Mittelzentrum behaupten und gilt bei Heimatforschern als die Mutter der sächsischen Bergstädte.
Im Zeitraum von 1787 bis 1828 erfolgte die Verwaltung des Amtes Grillenburg von der Bergstadt Freiberg aus. Wie überall im Kurfürstentum Sachsen bildeten sich Justiz- und Rentamt ab ca. 1784 als getrennte Ressorts heraus. 1831 entstanden daraus zwei selbständige Behörden. Das Justizamt Freiberg wurde 1854 und das Rentamt Freiberg 1865 endgültig aufgelöst.

## Zugehörige Orte
Hauptort des Amtes war die namensgebende und größte Stadt des Amtsgebietes, Freiberg. Daneben gab es mehrere Amtsdörfer und Rittergutsherrschaften.

## Amtleute
- Michael von Schleinitz, von 1549 bis 1553
- Asmus Seiffart, 1556 Amtmann
- Michael Kronberger der Ältere, bis 1582 Amtsschösser
- Michael Kronberger der Jüngere († 1603), 1581–1591 Amtsschösser
- Caspar Rudolph von Schönberg (1572–1628), Amtshauptmann
- Matthias Alber (1603–1663), Amtmann